# Leptotyphlops cupinensis
Leptotyphlops cupinensis este o specie de șerpi din genul Leptotyphlops, familia Leptotyphlopidae, descrisă de Jacob Whitman Bailey și Carvalho 1946. Conform Catalogue of Life specia Leptotyphlops cupinensis nu are subspecii cunoscute.